# Фарсон (Вайоминг)
Фарсон (англ. Farson) — статистически обособленная местность, расположенная в округе Суитуотер (штат Вайоминг, США) с населением в 242 человека по статистическим данным переписи 2000 года.

## География
По данным Бюро переписи населения США, статистически обособленная местность Фарсон имеет общую площадь в 201,5 квадратных километров, из которых 195,29 кв. километров занимает земля и 6,22 кв. километров — вода. Площадь водных ресурсов округа составляет 3,09 % от всей его площади.
Статистически обособленная местность Фарсон расположена на высоте 2010 метров над уровнем моря.
Средняя температура июля составляет 17,7 °С со средним максимумом 28,6 °С, средняя температура января — −12,4 °С со средним минимумом −21,3 °С.

## Демография
По данным переписи населения 2000 года, в Фарсоне проживало 242 человека, 69 семей, насчитывалось 96 домашних хозяйств и 118 жилых домов. Средняя плотность населения составляла около 1,2 человека на один квадратный километр. Расовый состав Фарсона по данным переписи распределился следующим образом: 96,28 % — белых, 0,83 % — чёрных или афроамериканцев, 1,24 % — представителей смешанных рас, 1,65 % — других народностей. Испаноговорящие составили 5,37 % от всех жителей статистически обособленной местности.
Из 96 домашних хозяйств в 30,2 % — воспитывали детей в возрасте до 18 лет, 64,6 % представляли собой совместно проживающие супружеские пары, в 5,2 % семей женщины проживали без мужей, 28,1 % не имели семей. 26,0 % от общего числа семей на момент переписи жили самостоятельно, при этом 9,4 % составили одинокие пожилые люди в возрасте 65 лет и старше. Средний размер домашнего хозяйства составил 2,52 человек, а средний размер семьи — 3,01 человек.
Население статистически обособленной местности по возрастному диапазону по данным переписи 2000 года распределилось следующим образом: 23,6 % — жители младше 18 лет, 8,7 % — между 18 и 24 годами, 25,2 % — от 25 до 44 лет, 31,8 % — от 45 до 64 лет и 10,7 % — в возрасте 65 лет и старше. Средний возраст жителей составил 40 лет. На каждые 100 женщин в Фарсоне приходилось 103,4 мужчин, при этом на каждые сто женщин 18 лет и старше приходилось 110,2 мужчин также старше 18 лет.
Средний доход на одно домашнее хозяйство в статистически обособленной местности составил 44 545 долларов США, а средний доход на одну семью — 56 806 долларов. При этом мужчины имели средний доход в 41 364 доллара США в год против 21 250 долларов среднегодового дохода у женщин. Доход на душу населения в статистически обособленной местности составил 16 140 долларов в год. Все семьи Фарсона имели доход, превышающий уровень бедности.